# Municipio de Fogleman
El municipio de Fogleman (en inglés: Fogleman Township) es un municipio ubicado en el condado de Crittenden en el estado estadounidense de Arkansas. En el año 2010 tenía una población de 1029 habitantes y una densidad poblacional de 5,39 personas por km².

## Geografía
El municipio de Fogleman se encuentra ubicado en las coordenadas 35°23′36″N 90°13′7″O / 35.39333, -90.21861. Según la Oficina del Censo de los Estados Unidos, el municipio tiene una superficie total de 191.03 km², de la cual 186,47 km² corresponden a tierra firme y (2,39 %) 4,56 km² es agua.

## Demografía
Según el censo de 2010, había 1029 personas residiendo en el municipio de Fogleman. La densidad de población era de 5,39 hab./km². De los 1029 habitantes, el municipio de Fogleman estaba compuesto por el 25,95 % blancos, el 73,28 % eran afroamericanos, el 0,39 % eran de otras razas y el 0,39 % eran de una mezcla de razas. Del total de la población el 0,97 % eran hispanos o latinos de cualquier raza.